# Al norte del sur
Al norte del sur es el nombre del tercer álbum de estudio en solitario grabado por el cantautor ítalo-venezolano Franco De Vita. Fue lanzado al mercado bajo los sellos discográficos CBS Discos y Sonográfica el 10 de septiembre de 1988, logrando vender más de 1 millón de copias en todo el mundo. Este disco contiene 11 canciones entre las cuales destacan "Te equivocaste conmigo", "Louis", "Esta vez" y "Te amo" donde se muestra su influencia de Los Beatles y Los Rolling Stones. Forma parte de la lista de  los 100 discos que debes tener antes del fin del mundo, publicada en 2012 por Sony Music.

## Información sobre el disco
Este es el tercer álbum de Franco De Vita, el cual reúne algunas de sus mejores canciones. En este disco se pueden apreciar su influencia de los Beatles y Los Rolling Stones.
Los temas Te equivocaste conmigo, Louis, Esta vez y Te amo son los sencillos más populares de este disco. 
El sencillo Te amo entró en Billboard hot mejores canciones del año en 1989 quedando en el puesto número 8; además fue el tema principal de la telenovela mexicana Caminos cruzados (1994-1995) aunque no interpretado por él sino por la cantante mexicana Dulce.
Esté disco contiene un tema homónimo en homenaje a Venezuela, grabado junto con el músico folclorista Simón Díaz. Esté disco logró vender más de 1 millón de copias, superando a sus dos trabajos anteriores.

## Lista de canciones
- Todas las canciones escritas y compuestas por Franco De Vita, excepto donde se indica.

| Al norte del sur |                                                     |                |          |  |
| N.º              | Título                                              | Escritor(es)   | Duración |  |
| 1.               | «Te equivocaste conmigo»                            | Franco De Vita | 4:37     |  |
| 2.               | «Louis»                                             | Franco De Vita | 5:08     |  |
| 3.               | «Te amo»                                            | Franco De Vita | 3:45     |  |
| 4.               | «Un poco de respeto»                                | Franco De Vita | 3:52     |  |
| 5.               | «Aún vivo»                                          | Franco De Vita | 3:48     |  |
| 6.               | «Soy como soy»                                      | Franco De Vita | 4:19     |  |
| 7.               | «Promesas»                                          | Franco De Vita | 4:17     |  |
| 8.               | «Esta vez»                                          | Franco De Vita | 3:53     |  |
| 9.               | «Loco de atar»                                      | Franco De Vita | 4:02     |  |
| 10.              | «Plaza del centro»                                  | Franco De Vita | 4:23     |  |
| 11.              | «Al norte del sur» (con Simón Díaz & Henrique Lazo) | Franco De Vita | 2:39     |  |
| 44:29            |                                                     |                |          |  |

## Músicos
- Piano y voz: Franco De Vita
- Guitarra: Álvaro Falcón
- Teclado y secuencias: Miguel Arias
- Bajo: José Velásquez; Luis Emilio Mauri en "Un poco de respeto"
- Batería: Iván Velásquez
- Trompeta: Gustavo Aranguren
- Saxo contralto: José "Pepe" Vera
- Saxo tenor: Ramón "Moncho" Carranza
- Trombón: Héctor Velásquez y Albany Castro
- Percusión: Carlos "Nené" Quintero
- Vibráfono: Freddy Roldán
- Solo de Saxo: Nelson Rangel

## Invitados
- Guitarra en "Al norte del sur": Joseito Romero
- Saxo y flauta en "Al Norte del Sur": Ezequiel Serrano
- Voces en "Al norte del sur": Simón Díaz y Enrique Lazo
- Coros: Biella Da Costa, Lili Ortíz, Leonor Jove, Jesús Toro, Pedro Rodríguez, George Henríquez, Francisco Ascanio y Álvaro Falcón

- Datos: Q4704558